# 炝虎尾
炝虎尾是淮扬菜的一种菜肴，将黄鳝在沸水中略汆（时间太久则容易碎断），捞出划成鳝丝，取尾背部，再用沸水浇烫二次（或稍煮一二分钟），然后沥干水分，置于器皿中，另外煸炒蒜泥，连同作料浇在放好的鳝尾上。此菜鱼肉口感滑嫩、清爽，适宜夏季食用。